# Spaun (Adelsgeschlecht)

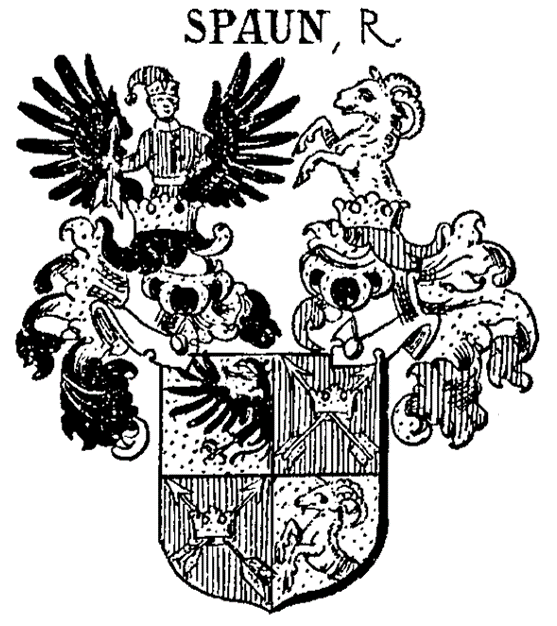
Wappen derer von Spaun bei Johann Siebmacher

Spaun ist der Name einer ursprünglich schwäbischen Familie, deren Stammreihe mit dem Bauern und Garnsieder Bartholomäus Spaun, urkundlich erwähnt 1583–1599, in Deisenhausen (Landkreis Günzburg) beginnt und die später in Linz (Österreich) zu Wohlstand kam.

## Adelserhebungen
In den Reichsritterstand mit Namensführung „Edler von Spaun“ wurde am 13. März 1721 in Wien der niederösterreichische Landessyndikus Dr. jur. utr. Franz Anton Spaun erhoben. Dessen Sohn, der k. k. Hofrat Simon Thaddäus Ritter von Spaun, wurde am 23. April 1776 in den oberösterreichischen alten Ritterstand erhoben.
Das böhmische Inkolat erhielt am 15. Mai 1844 in Wien der Domherr Heinrich Ritter von Spaun in Olmütz (Mähren).
Joseph Ritter von Spaun, k.k. Hofrat und Lottogefällendirektor, wurde am 25. August 1859 mit Diplom vom 2. November 1859 in den österreichischen Freiherrnstand erhoben. Dessen Sohn, der k. u. k. Admiral Hermann Freiherr von Spaun, übertrug am 15. November 1902 in Schönbrunn mit Diplom vom 6. Dezember 1902 in Wien seine Zugehörigkeit zum österreichischen Freiherrnstand auf den Großindustriellen Max Ritter von Spaun.

## Namensträger (chronologisch)
- Franz von Spaun (1753–1826), Schriftsteller, Publizist und Mathematiker, 1788 wegen einer staatsgefährdenden Schrift zehn Jahre lang in Einzelhaft gehalten.
- Joseph von Spaun (1788–1865), Freiherr, österreichischer Lottogefällendirektor, Ehrenbürger von Wien und Teschen, Förderer Franz Schuberts
- Anton von Spaun (1790–1849), österreichischer Literaturhistoriker und Volkskundler
- Maximilian von Spaun (1827–1897), österreichischer Notar und liberaler Politiker
- Hermann von Spaun (1833–1919), Freiherr, österreichischer Admiral und Flottenkommandant
- Paul von Spaun (1876–1932), österreichischer Maler und Jünger von  Karl-Wilhelm Diefenbach
- Fridolin von Spaun (1901–2004), deutscher politischer Aktivist, Archivbegründer und Familienforscher

## Wappen
Blasonierung: Geviert. In Feld 1 in Gold ein halber schwarzer Adler am Spalt. In den Feldern 2 und 3 in Rot eine von vier (1:2:1) goldenen Sternen begleitete Krone, durch welche zwei geschrägte, golden bespitzte und ebenso geflitschte Pfeile gesteckt sind. In Feld 4 in Gold ein halber, golden bewehrter, schwarzer Widder. Zwei gekrönte Helme: I. Zwischen einen offenen schwarzen Flug wachsend, ein Jüngling in rot, golden ausgeschlagenen, ebenso geknöpften und gegürteten Rock, einen roten, goldengestulpten, heidnischen Hut auf dem Haupt, die Rechte in die Seite gestützt, in der Linken einen der Pfeile schräglinks neben sich haltend. Die Helmdecken sind schwarz-golden. II. Der Widder wachsend. Die Helmdecken sind rot-golden.